# 흰끝올드필드쥐
흰끝올드필드쥐(Thomasomys caudivarius)는 비단털쥐과에 속하는 설치류이다. 에콰도르 중부 지역부터 페루 북부 지역까지 해발 2,500~3,350m 안데스 산맥에서 발견된다. 저산대 숲에서 서식한다.